# Народный художник РСФСР
Наро́дный худо́жник РСФСР — почётное звание Российской Советской Федеративной Социалистической Республики СССР, учреждённое 16 июля 1943 года.
Вручалось деятелям изобразительного искусства, имеющим особые заслуги в развитии живописи, скульптуры, графики, монументального, декоративно-прикладного, театрального, кинодекоративного искусства, воспитании молодых художников.

## История
В 1923—1927 гг. трижды было присвоено звание «народный художник Республики». Обладателями почетного звания стали Н. А. Касаткин (1923 год), В. Д. Поленов (1926 год), А. Е. Архипов (1927 год). При этом положения о порядке присвоения данного звания не было, а звание присваивалось за активную художественно-общественную деятельность, выражавшуюся в создании картин в практике «социалистического реализма» и посвященных жизни и борьбе рабочего класса.
Непосредственно звание «Народный художник РСФСР» установлено Указом Президиума Верховного Совета РСФСР от 16 июля 1943 года «Об установлении звания „Народный художник РСФСР“». Указом определялось, что звание устанавливалось для выдающихся деятелей изобразительного искусства РСФСР, отличившихся в деле создания произведений живописи, скульптуры, графики, декоративного и прикладного искусства.
Последнее награждение данным званием состоялось 3 января 1992 года. Всего звания Народного художника РСФСР было удостоено 315 человек.

## Положение о звании «Народный художник РСФСР»
Последняя редакция положения об этом звании была утверждена Указом Президиума ВС РСФСР от 27 января 1983 года.

## Описание нагрудного знака «Народный художник РСФСР»
Нагрудный знак этого почётного звания был учреждён указом Президиума Верховного Совета РСФСР от 30 января 1981 года «Об учреждении нагрудных знаков „Народный артист РСФСР“, „Народный художник РСФСР“, „Заслуженный деятель искусств РСФСР“, „Заслуженный артист РСФСР“, „Заслуженный художник РСФСР“, „Заслуженный работник культуры РСФСР“, „Заслуженный юрист РСФСР“».
С 1992 года, после изменения наименования государства с «Российская Советская Федеративная Социалистическая Республика» на «Российская Федерация» (согласно Закону РСФСР от 25 декабря 1991 года № 2094-I и Закону Российской Федерации от 21 апреля 1992 года № 2708-I) в названии звания, как и во всех почётных званиях, слово «РСФСР» было заменено словами «Российской Федерации», с соответствующим изменением нагрудного знака.